# Tiliso

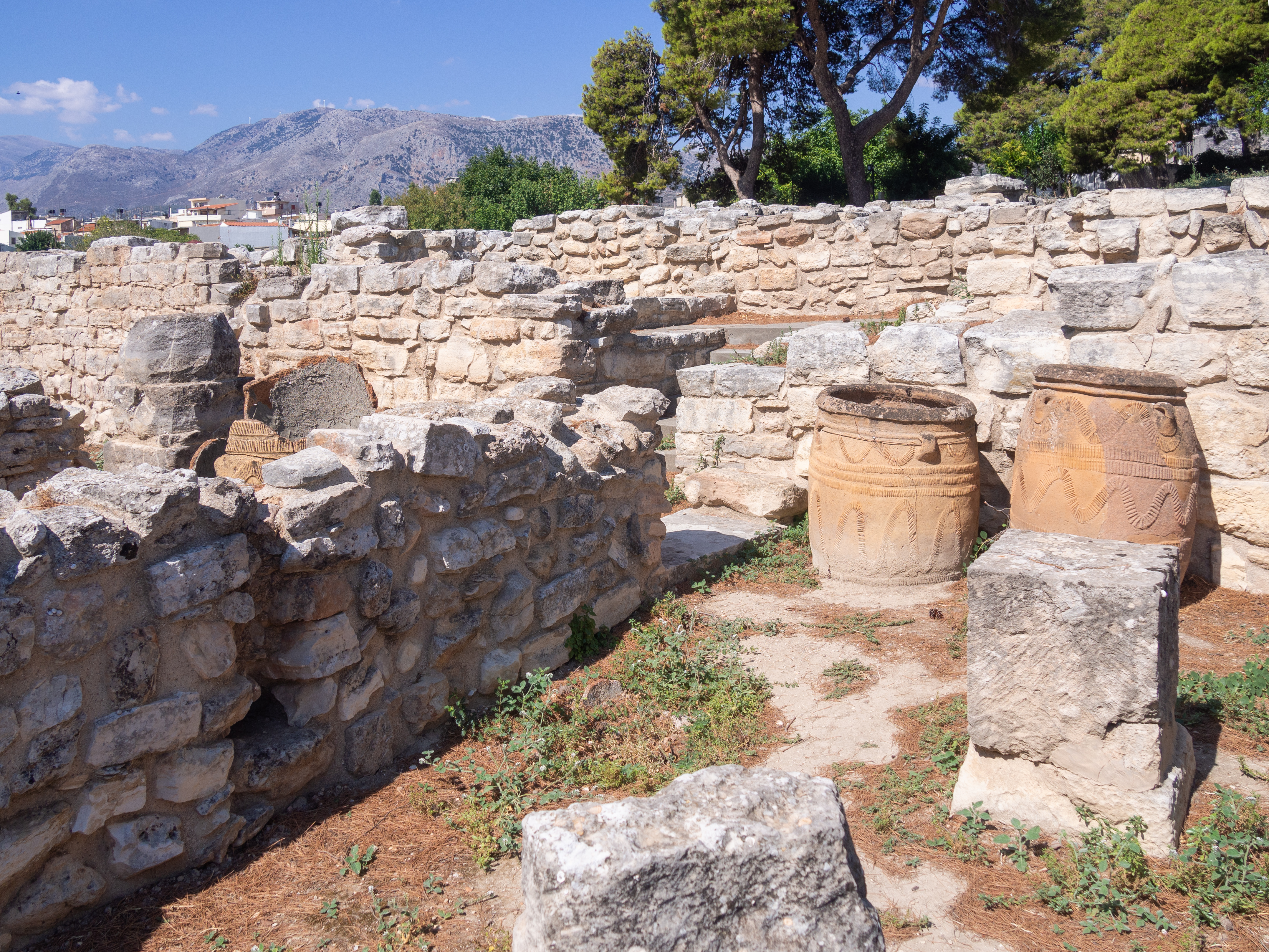
Restos del «megaron A» de la antigua Tiliso.

Tiliso (en griego, Τύλισος) es el nombre de una localidad y unidad municipal griega de la isla de Creta perteneciente al municipio de Malevizi. En 2011 la localidad tenía una población de 933 habitantes y la unidad municipal tenía 2867. En su territorio se encuentran restos de una antigua ciudad que tenía su mismo nombre.
Se conservan restos de Tiliso desde el periodo minoico, donde destacan tres grandes casas fechadas en torno a los siglos XVI-XIV a. C. También se han hallado en Tiliso inscripciones en lineal A. Por otra parte, el nombre de la ciudad está documentado en tablillas micénicas de lineal B bajo la forma tu-ri-so.
Se conservan fragmentos de una inscripción de mitad del siglo V a. C. donde figura un tratado entre Cnosos y Tiliso de cooperación política, económica y religiosa donde Argos, a quien en el tratado se le considera como lugar de origen de las dos ciudades cretenses, ejerce un papel de mediador y garante aunque algún autor ha interpretado que en realidad Argos ejercería un papel dominante respecto a las otras dos ciudades, que serían sus colonias.
Es mencionada en una lista de las ciudades cretenses citadas en un decreto de Cnosos de hacia los años 259/233 a. C. Es citada también por Plinio el Viejo como una ciudad interior de Creta.
Se conservan monedas acuñadas por Tiliso fechadas desde aproximadamente los años 330-280/70 a. C. donde figura la inscripción «ΤΥΛΙΣΙΟΝ» o «ΤΥΛΙΣΙΩΝ».